# Лес Мак-Доналд
Лес Мак-Доналд (англ. Les MacDonald, 5 жовтня 1906 — 25 вересня 1997) — канадський академічний веслувальник.
Бронзовий призер Олімпійських Ігор 1932 року в складі вісімки.
Бронзовий призер Ігор Співдружності 1930 року в складі вісімки.